# Poeciliopsis lutzi
Poeciliopsis lutzi är en fiskart som först beskrevs av Meek 1902.  Poeciliopsis lutzi ingår i släktet Poeciliopsis och familjen Poeciliidae. Inga underarter finns listade i Catalogue of Life.